# Piper utinganum
Piper utinganum är en pepparväxtart som beskrevs av Truman George Yuncker. Piper utinganum ingår i släktet Piper och familjen pepparväxter. Inga underarter finns listade i Catalogue of Life.